# La botiga d'antiguitats

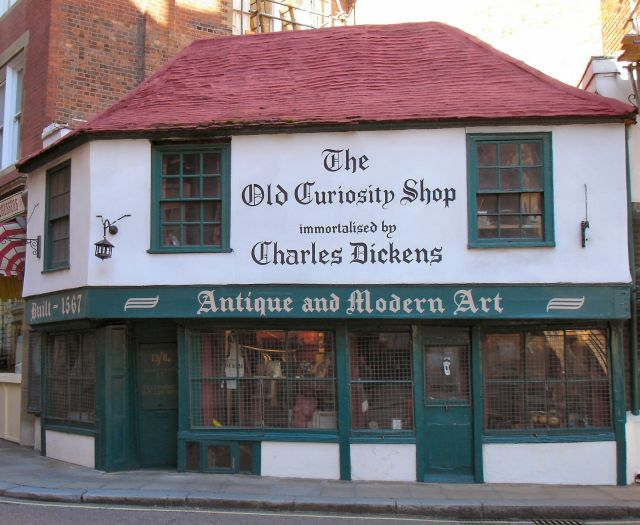
Botiga al c/ Portsmouth, Westminster, Londres, en què sembla que s'inspirà Dickens. Data del s. XVI, però el seu nom actual és posterior a la publicació de la novel·la

La botiga d'antiguitats (en anglés The Old Curiosity Shop) és una novel·la de Charles Dickens, publicada com a fulletó entre 1840 i 1841. Tracta sobre la vida de Nell Trent i del seu iaio, que viuen a Londres, a la botiga. El mot anglés «Shop» sol traduir-se 'botiga' o 'comerç', mentre que «old curiosity» evoca articles curiosos i de certa antiguitat, per això la traducció.
La botiga d'antiguitats fou una de les dues novel·les (l'altra és Barnaby Rudge) que publicà Dickens en fulletó en la seua revista setmanal Master Humphrey's Clock, entre 1840 i 1841. Cosa habitual, en acabar els lliuraments la novel·la es publicà en un volum, el 1841.

## Argument
La novel·la explica la història de Nell Trent, una jove que encara no ha fet catorze anys. Òrfena, viu amb el seu iaio matern (el nom del qual desconeixem) en la seua botiga d'antiguitats. El seu iaio se l'estima molt, i Nell no es queixa de la seua situació, però porta una existència solitària amb a penes cap amic de la seua edat.

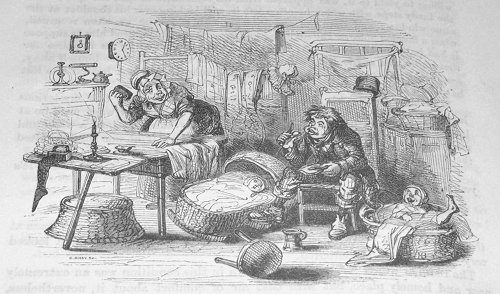
Kit i la seva mare

El seu únic amic és Kit, un xic jove que viu com a empleat a la botiga, i a qui està ensenyant a escriure. Obsessionat per assegurar-se que Nell no muira en la pobresa, el iaio decideix ajuntar una fortuna an¡mb el joc. De nit, el iaio va secretament a jugar, però amb mala sort: demana prestat a Daniel Quilp, un prestador escanyapobres que, quan el iaio ho perd tot, decideix executar els préstecs, es fa amb la botiga i en fa fora Nell i el seu iaio.
L'avi sofreix un col·lapse nerviós que el deixa totalment alienat, i Nell s'escapa amb ell, el duu a les Midlands angleses, on es dedica a demanar almoina.
Convençut que el iaio ha amagat una fortuna per a Nell, el seu germà Frederick convenç a Dick Swiveller que l'ajude a buscar a Nell, i li insinua que quan la troben s'hi podrà casar i repartir amb ell la suposada herència de Nell. Per a això, uneixen les seues forces amb Quilp, que sap molt bé que no hi ha tal fortuna però decideix divertir-se amb la misèria de Nell i els seus parents fingint que ajuda a Frederick. En un primer moment, les perquisicions de Frederick, Dick i Quilp no tenen èxit, i no troben el parador de Nell. Per tal de controlar Dick i espiar Frederick, Quilp li aconsegueix una ocupació com a oficinista al despatx del seu principal advocat, Mr. Brass.

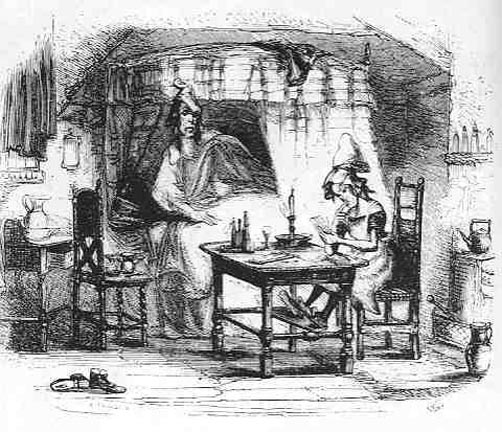
La Marquesa jugant a les cartes. Il·lustració de 1840, obra de Phiz (Hablot Knight Browne)

En el bufet de Brass, Dick fa amistat amb una criada de malnom la Marquesa. Nell continua mendicant, i després d'haver-se encreuat amb un gran nombre de personatges, arriba amb el seu avi a un distant llogaret (que Dickens identificaria amb Tong, a Shropshire), però la seua salut se'n ressent.
Mentrestant, Kit, després de perdre la seua ocupació a la botiga d'antiguitats, troba una de nova amb Mr. i Mrs. Garland. Un misteriós "cavaller solter" es posa en contacte amb ell, i li demana sobre el parador de Nell i el seu iaio. El "cavaller solter" i la mare de Kit parteixen a la recerca de Nell, i fracassen en la cerca. S'hi troben, però, amb Quilp, que també estava buscant els fugitius. Llavors Quilp es revenja de Kit posant-li un parany: l'acusen de lladre i el sentencien a la deportació. Dick i la Marquesa demostren la innocència del seu amic. A conseqüència d'això, Quilp és manat arrestar; fuig, i mor mentre tracta d'escapar dels seus perseguidors. Alhora i per una coincidència, Mr. Garland coneix el parador de Nell, i ell, Kit i el cavaller solter, que resulta ser el germà menor del iaio de Nell, la busquen. Quan en acabant la troben, aquesta, amb la salut molt feble, acaba de morir. El seu iaio, totalment boig, es nega a creure que haja mort i s'asseu cada dia al costat de la seua tomba esperant que torne, fins que, uns mesos després, també ell mor.

## Crítiques i comentaris
La botiga d'antiguitats és una de les novel·les més sentimentals de Dickens. Les dues següents generacions de literats anglesos criticarien obertament la novel·la per això, sobretot el passatge de la mort de Nell. Oscar Wilde diria sobre aquest tema que «un hauria de tenir el cor de pedra per llegir la mort de la petita Nell sense posar-se a plorar... de riure».
Aquest passatge fou, però, tremendament polèmic. El líder irlandés Daniel O'Connell, en llegir el final, es posà a plorar i tot seguit va llançar el llibre per la finestra. Es té constància que, abans que el darrer lliurament arribara als Estats Units, els fans de la novel·la prengueren el port de Nova York cridant a tots els vaixells anglesos que trobaven si la petita Nell seguia amb vida.
Després de la publicació de la novel·la, alguns exaltats nord-americans començaren a realitzar peregrinacions a la suposada tomba de Nell a Tong, Shropshire, indret on mor el personatge, i a la resta de localitzacions de la novel·la. Una botigueta del centre de Londres fou rebatejada com The Old Curiosity Shop.